# Lin Shih-Chia
Lin Shih-Chia (n. 20 mai 1993, 新竹市⁠(d), Taiwan) este o arcașă ce a reprezentat Taipeiul Chinez, medaliată olimpică. A participat la o ediție a Jocurilor Olimpice (2016) în care a câștigat o medalie de bronz.

## Participări
Lista de mai jos prezintă principalele competiții la care a participat Lin Shih-Chia de-a lungul carierei.
- Tiro com arco nos Jogos Olímpicos de Verão de 2016 - Equipes femininas[*]